# 지킬 박사와 하이드씨 (1931년 영화)
《지킬 박사와 하이드씨》(Dr. Jekyll And Mr. Hyde)는 미국에서 제작된 루벤 마모울리언 감독의 1931년 공포, SF 영화이다. 로버트 루이스 스티븐슨의 동명의 소설을 바탕으로 제작되었다. 프레드릭 마치 등이 주연으로 출연하였고 루벤 마물리안 등이 제작에 참여하였다.

## 출연

### 주연
- 프레드릭 마치
- 미리암 홉킨스

### 조연
- 로즈 호버트
- 홈즈 허버트
- 할리웰 홉스
- 에드가 노턴
- 템프 피곳

## 기타
- 미술: 한스 드레이어
- 의상: 트라비스 밴톤